# Colibrí beccurt negre
El colibrí beccurt negre (Ramphomicron dorsale) és una espècie d'ocell de la família dels troquílids (Trochilidae), ordre Apodiformes, que habita el nord-est de Colòmbia.

## Distribució i hàbitat
Viu únicament a Colòmbia, en boscos tropicals i subtropicals, així com en prades de muntanya a gran altitud. Es troba greument amenaçat a causa de la destrucció del seu hàbitat.

## Descripció
Mesura entre 9 i 10 cm de longitud i pesa entre 3 i 5 gr. Els exemplars mascles tenen el dors de color negre, mentre que les femelles són de color verd en les seves parts superiors i de color blanc amb clapejats en verd al pit i ventre. Tots dos tenen un bec molt curt i cua forcada de color porpra molt fosc, gairebé negre.